# Калашян, Лорис Хачатурович
Лорис Хачатурович Калашян (арм. Լորիս Խաչատուրի Քալաշյան, род. 22 марта 1922, Эривань — 2000, там же) — советский и армянский философ и шахматист.

## Биография

### Научная и общественная деятельность
Выпускник юридического факультета Ереванского университета (1952).
В 1960 г. защитил диссертацию на соискание ученой степени кандидата философских наук. Тема диссертации: «Преодоление пережитков капитализма в сознании людей — необходимое условие построения коммунизма». В 1968 г. защитил диссертацию на соискание ученой степени доктора философских наук по специальности 09.00.00. Тема диссертации: «Закономерности взаимоотношения нравственности и правовых взглядов : по общественно-экономическим формациям».
Автор ряда книг, брошюр и статей по вопросам этики, морали и философии права.
Директор Республиканской шахматной школы в Ереване (1952—1961 гг.).
Ректор Армянского института физической культуры и спорта (1961—1968 гг.). Основатель шахматного отделения в институте.
Председатель Комитета по физической культуре и спорту при Совете министров Армянской ССР (1968—1974 гг.).
С 1974 г. первый заместитель председателя армянского отделения общества «Знание».
Депутат 25—27 съездов КП Армянской ССР, член ревизионной комиссии КП Армянской ССР (1971—1986 гг.).
В 1991 г. основал Армянский открытый университет и стал его первым ректором. Позже ректором университета работал его сын А. Л. Калашян. В 2006 г. Армянский открытый университет вошел в состав университета «Айбусак».
Награждён орденом «Знак Почёта».

#### Книги
- В союзе с творческими организациями. — М.: Знание, 1977. — 32 с. — (Библиотечка к 30-летию всесоюзного общества «Знание»).[6]
- Вопросы взаимоотношения нравственности и права: В помощь лектору. — Ереван: О-во «Знание» АрмССР, 1978. — 29 с.[7]
- Вопросы этики в философии Давида Анахта (Непобедимого). — Ереван: Изд-во АН АрмССР, 1980. — 8 с.[8]
- Лекции читают ученые. — М.: Знание, 1987. — 28 с. — (В помощь лектору. Б-чка к IX съезду всесоюз. о-ва «Знание»).[9]
- Իրավունքի բարոյականության տեսության և պատմության հարցեր, Երևան, 1980. (Вопросы теории и истории морали права)
- Հասարակություն, բարոյականություն, իրավունք, Երևան, 1986. (Общество, мораль, право)

### Шахматная деятельность
Мастер спорта СССР (1959). Заслуженный тренер Армянской ССР (1967). Заслуженный деятель физкультуры и спорта Армянской ССР (1970).
Чемпион Армянской ССР 1941 г. (разделил 1—2 места с Вазгеном Карапетяном).
В составе сборной Армянской ССР участник Спартакиад народов СССР 1959 и 1963 гг.
Участник международного турнира в Кировакане, посвящённого 150-летию присоединения Армении к России (1978 г.).
Участник 2-го чемпионата мира среди ветеранов (1992 г.).
Президент Шахматной федерации Армении.

#### Основные спортивные результаты
| Год  | Город          | Соревнование                                                    | + | − | = | Результат | Место  |
| ---- | -------------- | --------------------------------------------------------------- | - | - | - | --------- | ------ |
| 1941 |                | Чемпионат Армянской ССР                                         |   |   |   |           | 1—2    |
| 1957 | Тбилиси        | Зональный турнир 25-го чемпионата СССР                          | 9 | 7 | 3 | 10½ из 19 | 7      |
| 1959 | Москва         | II Спартакиада народов СССР (сборная Армянской ССР, ?-я доска)  |   |   |   |           |        |
| 1963 | Москва         | III Спартакиада народов СССР (сборная Армянской ССР, ?-я доска) |   |   |   |           |        |
| 1978 | Кировакан      | Международный турнир                                            | 2 | 9 | 4 | 4 из 15   | 15     |
| 1992 | Бад-Вёрисхофен | Чемпионат мира среди ветеранов                                  | 4 | 3 | 4 | 6 из 11   | [ 13 ] |